# 杜拉蒂亞
杜拉蒂亞，是孟加拉國達卡專區拉傑巴里區的一條村莊的名字，該村莊是孟加拉國最大的妓院，也被稱為世界上最大的妓院之一。它是該國1988年左右開業的20家官方批准的妓院之一，儘管它在幾十年前就非正式存在了。據估計，該村的性工作者人數在1300人至2000人之間。杜拉蒂亞每天為3000多名男性提供服務。

## 爭議
雖然賣淫在孟加拉國只對18歲或以上的女性合法，但新來的性工作者的平均年齡是14歲，杜拉蒂亞的一些性工作者只有10歲。她們中的許多人被賣到妓院中，相當於250美元（2014年），然後她們有義務還債給皮條客，其中大多數是老年婦女，被稱為“女士”。性工作者經常被她們的夫人欺騙服用諸如沙丁胺醇或地塞米松等藥物，這些藥物旨在使牠們變肥。
2020年3月20日，為應對2019冠狀病毒病孟加拉國疫情它被下令關閉。2020年3月23日，來自杜拉蒂亞的性工作者呼籲孟加拉國政府提供緊急資金。這最終導致妓院不久后重新開放。